# BNP Paribas Open 2024
BNP Paribas Open 2024 — тенісний турнір, що проходив на кортах з твердим покриттям у місті Індіан-Веллс, США з 4 до 17 березня. Належав до категорій ATP Masters 1000 та  WTA 1000, був турніром серії Indian Wells Open 2024 року.

## Фінальна частина

### Чоловіки, одиночний розряд
Карлос Алькарас —   Данило Медведєв 7–6(7–5), 6–1

### Жінки, одиночний розряд
Іга Свьонтек —  Марія Саккарі 6–4, 6–0

### Чоловіки, парний розряд
Веслі Колгоф /  Нікола Мектич —  Марсель Гранольєрс /  Орасіо Себальйос 7–6(7–2), 7–6(7–4)

### Жінки, парний розряд
Сє Шувей /  Елісе Мертенс —  Сторм Гантер /  Катержина Сінякова 6–3, 6–4

### Мікст
Сторм Гантер /  Меттью Ебден —   Каролін Гарсія /  Едуар Роже-Васслен 7–6(7–2), 7–6(7–4)